# 1273.
◄ | 12. stoljeće | 13. stoljeće | 14. stoljeće | ►
◄ | 1240-ih | 1250-ih | 1260-ih | 1270-ih | 1280-ih | 1290-ih | 1300-ih | ►
◄◄ | ◄ | 1270. | 1271. | 1272. | 1273. | 1274. | 1275. | 1276. | ► | ►►
Arhitektura • Astronomija • Glazba • Knjige • Književnost • Kršćanstvo • Medicina • Pravo • Promet • Znanost

## Događaji
- 11. rujna – Izborom grofa Rudolfa von Habsburga za kralja Svetoga Rimskog Carstva njemačke nacije, okončana je svađa oko prijestolja. To je bio početak uspona Habsburgovaca na položaj najmoćnijega njemačkog plemstva, koje je gotovo neprekidno do 1806. vladalo Carstvom.

## Vanjske poveznice
|  | Zajednički poslužitelj ima još gradiva o temi 1273. |